# Lotte Hotels & Resorts
«Лотте Отель» — гостиничная сеть, принадлежащая южнокорейской компании «Lotte Hotels & Resorts». В настоящее время включает 30 гостиниц.

## История
Концерн «Lotte Group» начал своё развитие в Республике Корея в 1967 году, когда была основана компания «Lotte Confectionery». Последующее десятилетие компания расширяла своё присутствие на национальном рынке, развиваясь в области пищевого производства, строительства, нефтехимии, розничных продаж, гостиничном бизнесе и других отраслях хозяйства.
Компания «Lotte Hotel» была основана в 1973 году, на протяжении нескольких лет основатель Шин Гёк Хо ездил по всему миру, изучая работу крупнейших лидеров гостиничного бизнеса и первый отель был открыт в 1979 году. Им стал отель в Сеуле «Lotte Hotel Seoul», который и по сей день является визитной карточкой отельной индустрии Южной Кореи и компании Lotte.
В 1984 году в портовом городе Пусан, втором по значению городе Южной Кореи после столицы, открывается «Lotte Hotel Busan».
В 1989 году компания расширяется с открытием новой гостиницы и парка развлечений «Lotte World Adventure», созданном по аналогии со знаменитым «Диснейлендом».
В 2000 году открывается гостиница-курорт на популярном у туристов острове Чеджу «Lotte Hotel Jeju».
Два года спустя в 2002 году в цепи появляется новый отель «Lotte Hotel Ulsan», возведённый в Ульсане, седьмом по величине городе Республики Корея.
В 2009 году происходит открытие шестого отеля сети в Сеуле «Lotte City Hotel Mapo».
Первая гостиница за пределами Кореи была открыта в 2010 году в Москве — «Lotte Hotel Moscow».
Первая гостиница на территории Средней Азии была открыта в 2013 году в Ташкенте — «LOTTE City Hotel Tashkent Palace».
В 2014 году компания приобрела 100 % долей в уставном капитале петербургского ООО «Файв Стар», которая владела правом на реконструкцию исторического здания на Исаакиевской площади в Санкт-Петербурге. Компания запланировала создание отеля класса Люкс. Официальное открытие состоялось 31 мая 2017 года при участии губернатора Санкт-Петербурга Георгия Полтавченко. Торжественное открытие произошло 15 сентября 2017 года при участии руководителя Lotte Group Шина Дон Бина. В 2015 году началось строительство отеля в Самаре, открытие которого было приурочено к Чемпионату Мира по футболу 2018. В конце 2017 года руководство компании анонсировало о планах ребрендинга действующего отеля во Владивостоке под бренд Lotte Hotel.
В 2017 году состоялось торжественное открытие новой категории отелей Lotte — Signiel, ещё более премиальной. Новый отель в Сеуле будет размещён в небоскребе World Tower на уровне с 75 этажа. Сам небоскреб стал пятым по высоте зданием в мире (555 метров).
В 2015 году рейтинговое агентство Standard & Poor’s присвоило концерну рейтинг A- за успешное закрытие финансовой сделки по приобретению европейского отельного холдинга.
В 2016 году рейтинг сохранился на прежнем уровне.
28 января 2019 года журнал Forbes представил рейтинг «Крупнейшие отельные сети России». Сеть отелей Lotte Hotels & Resorts, владеющая 4 объектами в 4 регионах России, заняла восьмое место в данном рейтинге. В 2018 году доход Lotte Hotels & Resorts от деятельности на территории России составил 51 000 000 долларов.